# Утягуловська сільська рада
Утягу́ловська сільська рада (рос. Утягуловский сельский совет) — муніципальне утворення у складі Зіанчуринського району Башкортостану, Росія. Адміністративний центр — присілок Утягулово.

## Населення
Населення — 1149 осіб (2019, 1324 в 2010, 1545 в 2002).

## Склад
В склад поселення входять такі населені пункти:
| Населений пункт         | Населення, осіб (2002) | Населення, осіб (2010) |
| ----------------------- | ---------------------- | ---------------------- |
| Ідяш, присілок          | 665                    | 613                    |
| Лук'яновський, присілок | 54                     | 50                     |
| Утягулово, присілок     | 591                    | 478                    |
| Юнаєво, присілок        | 231                    | 183                    |